# Bruno Loatti
Bruno Loatti (* 26. Februar 1915 in Castel Bolognese; † 25. September 1962 Bologna) war ein italienischer Bahnradsportler.
1936 startete Bruno Loatti bei den Olympischen Spielen in Berlin mit Carlo Legutti  im Tandemrennen; das Duo belegte Platz vier. In der nationalen Sprintmeisterschaft wurde er Zweiter. 1938 wurde Loatti in Amsterdam Vize-Weltmeister im Sprint der Amateure. Im selben Jahr, wie auch 1939, belegte er Rang zwei beim renommierten Sprint-Klassiker Grand Prix de Paris. 1938 wurde er italienischer Meister im Sprint der Amateure, 1939 bei den Berufsfahrern. Als Amateur siegte er im Grand Prix Kopenhagen sowie im Grand Prix du Conseil municipal de la ville de Paris 1938.
Während Loatti sich auf einer Tournee durch Argentinien befand, brach der Zweite Weltkrieg aus. Er blieb in Südamerika und wurde in Chile Nationaltrainer; 1945 belegte er mit Constant Huys Rang drei beim Sechstagerennen von Buenos Aires. Anschließend führte er in Buenos Aires ein Fahrradgeschäft. 1961 kehrte er nach Italien zurück und starb dort im Jahr darauf.